# Boutros Moshe

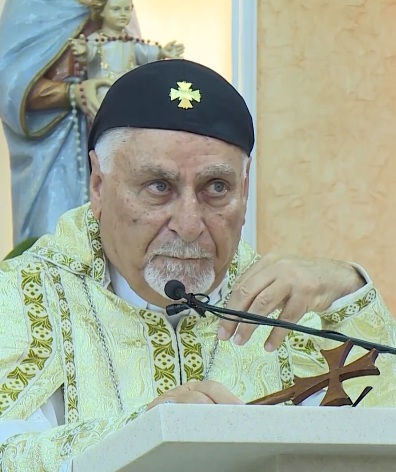
Boutros Moshe, 2019

Yohanna Boutros Moshe (arabisch يوحنا بطرس موشي; * 23. November 1943 in Baghdida, Ninawa, Irak) ist ein syrisch-katholischer Geistlicher und emeritierter Erzbischof von Mosul.

## Leben
Boutros Moshe empfing am 9. Juni 1968 durch Emmanuel Daddi, chaldäisch-katholischer Erzbischof von Mosul, die Priesterweihe. Er war „Protosincellus“ (Generalvikar) der syrisch-katholischen Erzeparchie Mosul.
Er wurde durch die Heilige Synode der syrisch-katholischen Kirche zum Erzbischof von Mosul gewählt. Papst Benedikt XVI. stimmte der Wahl zu und ernannte ihn am 1. März 2011 zum Erzbischof von Mosul der Syrer. Der syrisch-katholische Patriarch von Antiochien, Ignatius Joseph III. Younan, spendete ihm am 16. April desselben Jahres die Bischofsweihe. Mitkonsekratoren waren der emeritierte syrische Erzbischof von Bagdad, Athanase Matti Shaba Matoka, der Titularerzbischof von Tagritum, Jules Mikhael Al-Jamil, und sein Vorgänger Basile Georges Casmoussa.
Im September 2021 trat er aus Altersgründen als Erzbischof von Mosul zurück.